# Operative Zollaufsicht
Die Operative Zollaufsicht (OZA) wird von den Zollorganen in den Zollämtern des österreichischen Bundesministeriums für Finanzen im Außendienst durchgeführt. Der Begriff OZA dient der organisatorischen Abgrenzung der Außendiensttätigkeiten von Aufsichtsmaßnahmen, die im Innendienst wahrgenommen werden können oder von solchen Maßnahmen, die entweder von anderen Organisationseinheiten der Zollämtern oder von Organen des öffentlichen Sicherheitsdienstes bei der Mitwirkung an den Geschäften der Zollverwaltung vollzogen werden. Die Organe der OZA führen im Grenzgebiet, aber auch im übrigen Bundesgebiet, stationäre und mobile Überwachungs- und Kontrollmaßnahmen durch. Sie sind bei diesen Einsätzen in der Regel mit einem Dienstkleid versehen (Uniformtragevorschriften gelten nicht) und bewaffnet.
Auf Grund ihrer Aufgaben ist die OZA und auch die Gruppe der Reiseverkehr-Zollbediensteten sinngemäß Nachfolger der Zollwache.

## Aufgaben
Das Aufgabengebiet umfasst folgende Bereiche:
- Bekämpfung des Schmuggels, insbesondere bei Zigaretten
- Verbrauchsteuerkontrollen, insbesondere bei Alkoholika und Mineralöl
- Kontrolle von Verboten und Beschränkungen, insbesondere im Bereich von Produktfälschungen, Waffen- und Kriegsmaterial, Arzneimitteln, illegalen Drogen usw.
- Artenschutz von Pflanzen und Tieren

Innerhalb dieses Aufgabengebiets werden von den Einheiten der OZA folgende Tätigkeiten durchgeführt:
- Durchführung von Schwerpunktaktionen sowohl im fließenden Güter- und/oder Reiseverkehr als auch stationär,
- Schwerpunktmäßige Kontrolle von Drittlandswaren,
- Selektion genau zu untersuchender Fahrzeuge und Transportmittel aller Art und der von diesen mitgeführten Waren
- Bearbeitung von dabei anfallenden Strafangelegenheiten
- Kontrolle verbrauchssteuerpflichtiger Waren im Steuergebiet
- Mitwirkung an Schwerpunktaktionen und projektierten Maßnahmen der Betrugsbekämpfung Steuer/Zoll

## Befugnisse
Die Befugnisse der OZA sind im Zollrechts-Durchführungsgesetz normiert. Sie ist berechtigt, im Rahmen ihrer Tätigkeit bei Verkehrskontrollen, den Fließverkehr anzuhalten. Sie ist weiters dazu berechtigt, Ausweiskontrollen durchzuführen. Im Rahmen der amtlichen Aufsicht sind die Beamten auch berechtigt, Organstrafverfügungen auszustellen, Anzeigen zu legen und Festnahmen durchzuführen. Die Organe der OZA sind weiters zum Waffengebrauch im Sinne des Waffengebrauchsgesetzes befugt.

## Ausrüstung
Die Operative Zollaufsicht hatte, Stand Anfang 2011, einen Fuhrpark von ca. 20 Fahrzeugen. Davon ist ein Teil mit Blaulicht, Folgetonhorn und Büroausstattung ausgerüstet und trägt am Kennzeichen die Kennung FV für Finanzverwaltung. Weiters gibt es auch Zivilfahrzeuge. Außerdem gehören zu den Fahrzeugen der OZA zwei mobile LKW-Scanner und ein Röntgenfahrzeug. Bei ihrer Arbeit stehen den Bediensteten auch Diensthunde für die Suche nach Tabak, Bargeld, Artenschutzartikeln und illegalen Drogen zur Seite.

## Dienstkleid
Das Dienstkleid der Bediensteten der OZA besteht aus einer dunkelgrauen Hose, dunkelgrauem Oberteil, dunkelgrauer Jacke mit der Rückenaufschrift „Bundesministerium für Finanzen – Zoll/Customs“, sowie einer grauen Baseballkappe bzw. einem grauen Barrett mit Bundeswappen in der Ausführung des Finanzministeriums.